# ميتلباو دورا

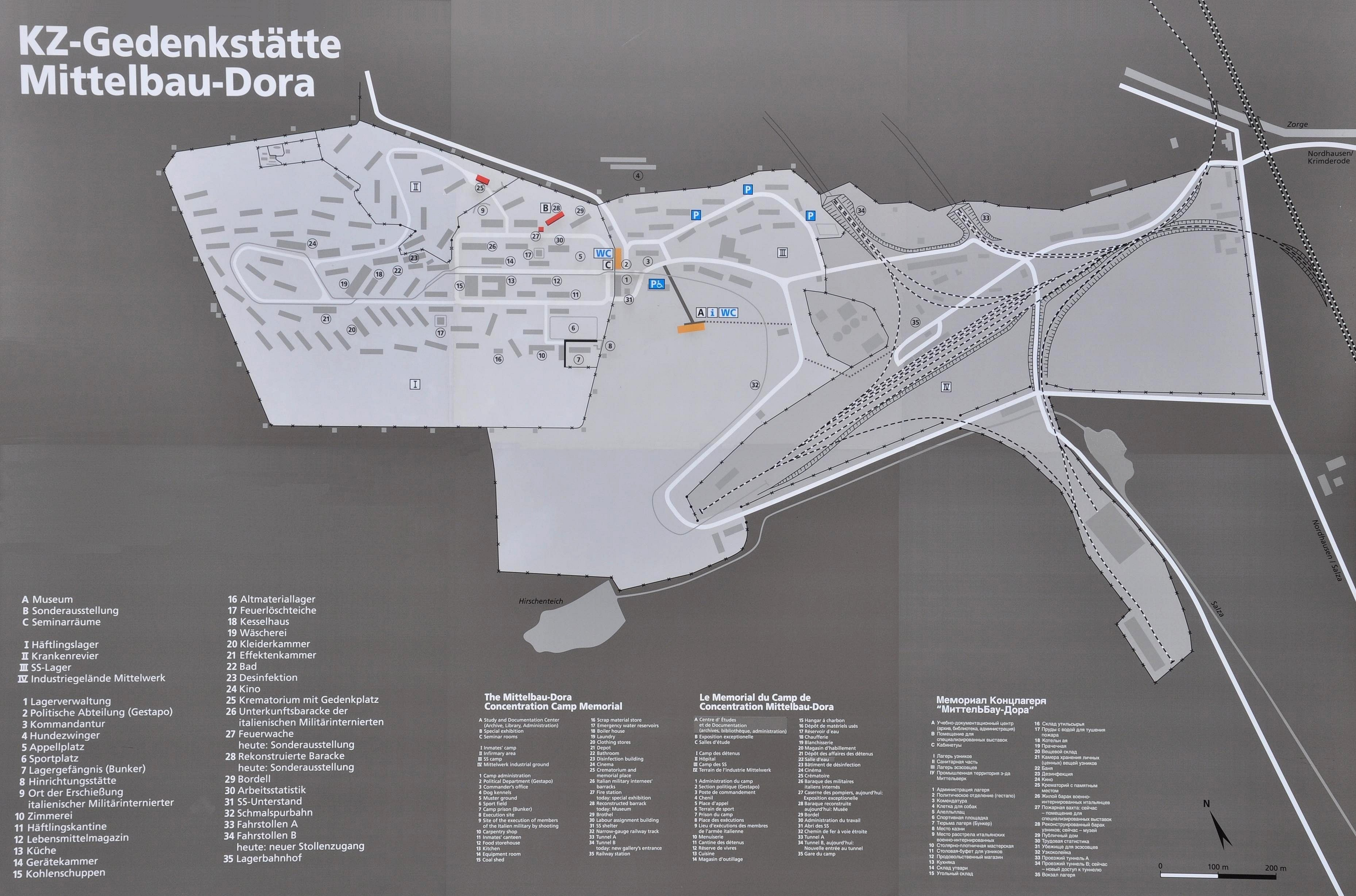
خريطة ميتلباو دورا

ميتلباو دورا (أيضًا Dora-Mittelbau و Nordhausen-Dora ) معسكر اعتقال ألماني نازي يقع بالقرب من نوردهاوزن في تورينغن، ألمانيا. تم تأسيسها في أواخر صيف عام 1943 كمخيم فرعي لمعسكر الاعتقال بوخنفالد، لتزويد عمال الرقيق السلاف من العديد من الدول الشرقية التي تحتلها ألمانيا (بما في ذلك الناجين الذين تم إجلاؤهم من معسكرات الإبادة الشرقية)، لتمديد الأنفاق القريبة في Kohnstein وتصنيع صاروخ في-1 وفي-2. في صيف عام 1944، أصبح Mittelbau معسكر اعتقال مستقل مع العديد من المخيمات الفرعية الخاصة به. في عام 1945، تم إجلاء معظم السجناء الناجين من قبل قوات الأمن الخاصة. في 11 أبريل 1945، أطلقت القوات الأمريكية سراح السجناء الباقين.
تقول الإيديولوجية العنصرية لألمانيا النازية أن الشعب السلافي كان دون البشر. تبعا لذلك، عومل السجناء في دورا ميتلباو بطريقة وحشية ولا إنسانية، وعملوا لمدة 14 ساعة وحُرموا من الحصول على النظافة الأساسية والأسرة والحصص الغذائية الكافية. توفي حوالي واحد من كل ثلاثة من حوالي 60.000 سجين أرسلوا إلى درة ميتلباو.
اليوم، يستضيف الموقع نصب تذكاري ومتحف.